# Hell.cz
HELL.cz je pražský salón založený v roce 2004, který se zaměřuje na tvorbu tetování, skarifikace, branding, aplikaci piercingu a kadeřnické služby či modeláž nehtů. Salón se účastní společenských akcí.

## Hell show
Salón je pořadatelem akce nazvané Hell show. V rámci této akce jsou zájemcům jejich kůží propíchnuty háky a za ty jsou posléze vytaženi do volného prostoru. Závěsů existuje několik typů, a sice:
- Suicide (zavěšený má vlivem háků zabodnutých do horní části zad a vertikální poloze siluetu oběšence)
- Superman (zavěšený se nachází v horizontální poloze, háky zabodnuté na zádech a případně i stehnech) – inspirováno indickými fakíry
- Koma (zavěšený se nachází v horizontální poloze, háky zabodnuté na prsou, břiše, stehnech a případně i holeních)
- Resurrection (zavěšený se nachází v prohnuté poloze s nohama dolů, háky zabodnuté na břichu a prsou)
- Knee (háky jsou zabodnuty do kůže na kolenou; namísto kolenou je lze zabodnout i do kůže na loktech)
- Lotus (háky zabodnuty do vrchní části zad, do stehen a lýtek)
- Torso (háky zabodnuty pouze do kůže na břiše)[11]

## Fallen Angel
Studio má provozovnu v pražských Holešovicích. Od 1. prosince 2008 má i pobočku na pražském Smíchově pojmenovanou Fallen Angel, kde nabízí tetovací a kadeřnické služby.